# Капсбергер, Джованни Джироламо
Джованни Джироламо Ка́псбергер (итал. Giovanni Girolamo Kapsperger, нем. Johann Hieronymus Kapsberger; около 1580, Венеция? — 17 января 1651, Рим) — итальянский композитор и лютнист периода раннего барокко.

## Биография
Точная дата рождения Капсбергера неизвестна. Его отец, немец благородного происхождения, жил в Венеции, там же, вероятно, родился и будущий композитор. Информации о ранних годах Капсбергера и о его учителях нет. В 1604 году он опубликовал Libro primo d’intavolatura di chitarrone, сборник произведений для китаррона. После 1605 уехал в Рим, где стяжал славу виртуозного исполнителя на лютне и теорбе по прозвищу Giovanni Geronimo Tedesco della Tiorba. Играл в лучших домах города и сам организовывал музыкальные вечера, которые в то время причисляли к «чудесам Рима». С 1624 по 1646 годы работал при дворе кардинала Франческо Барберини.
В творческом наследии Капсбергера ныне наиболее известны сочинения для лютни, написанные в типичных для того времения жанрах инструментальной музыки — ballo, токкаты, паваны и гальярды, вариации на гармонические остинато и на basso ostinato (пассакалии, чаконы, пассамеццо) и т.п. В нотации Капсбергер пользовался слегка видоизменённой итальянской табулатурой. Помимо лютневой музыки сохранились два сборника ансамблевой инструментальной, главным образом, развлекательной танцевальной музыки (под «симфониями» в этих сборниках понимаются многоголосные сочинения для инструментального ансамбля, вне всякой связи с позднейшей симфонией) и несколько сборников вокальной музыки светских и духовных жанров (мадригалы, мотеты, вилланеллы, мессы).
Как полагают, Капсбергер оказал значительное влияние на стиль Дж. Фрескобальди.

## Сочинения (выборка)

### Для лютни
- Первая книга в табулатуре для китаррона (1604; включает 6 токкат, 7 циклов вариаций, 12 гальярд, пьесу "Tenore del Kapsberger")
- Первая книга в табулатуре для лютни (1611; включает 8 токкат, 12 гальярд, 12 курант)
- Третья книга в табулатуре для китаррона (1626; включает 8 токкат, 1 "гальярду-партиту", 2 куранты. Содержит также учебник по игре на китарроне, с многочисленными практическими примерами)
- Четвёртая книга в табулатуре для китаррона (1640; наибольший по объёму сборник, включает 12 токкат, 16 прелюдий, 10 пассакалий, 5 чакон, различные танцы, вариации и др. пьесы)

### Прочая инструментальная музыка
- Balli, гальярды и куранты на 4 голоса. Первая книга (1615; включает 8 balli, 6 гальярд, 6 курант)
- Симфонии на 4 голоса. Первая книга (1615; содержит 18 «симфоний» с basso continuo)

## Избранная дискография
- Libro primo d'intavolatura di lauto (1611) / Hopkinson Smith / Astrée E 8827
- Apotheosis sive consecratio SS. Ignatii / Ensemble Abendmusik / Dorian Recordings DOR-93243
- Libro quarto d'intavolatura di lauto (1640) / Rolf Lislevand / Astrée E 8515